# Весович, Йована
Йована Весович (серб. Јована Весовић, р. 21 июня 1987, Ужице, СФРЮ) — сербская волейболистка, нападающая-доигровщица.

## Игровая карьера
- 2002—2007: / Единство (Ужице)
- 2007—2009:  Поштар 064 (Белград)
- 2009—2010:  Волеро (Цюрих)
- 2010—2011:  Динамо (Бухарест)
- 2011—2012:  Томис (Констанца)
- 2012—2013:  Северсталь (Череповец)
- 2013—2014:  Чанаккале
- 2014—2015:  Олимпиакос (Пирей)
- 2015—2016:  Альба-Блаж (Блаж)
- 2016—2017:  Рабита (Баку)
- 2017—2018:  Лю-Джо Нордмекканика (Пьяченца)
- 2018:  Маниса
- 2018—2019:  Самсун Анакент (Самсун)
- 2019—2020:  Энерга (Калиш)
- 2020—2021:  Адам (Газиантеп)

## Достижения

### Клубные
- серебряный призёр чемпионата Сербии и Черногории 2006.
- двукратная чемпионка Сербии — 2008, 2009;
  - серебряный призёр чемпионата Сербии 2007.
- двукратный победитель розыгрышей Кубка Сербии — 2008, 2009.
- чемпионка Швейцарии 2010.
- победитель розыгрыша Кубка Швейцарии 2010.
- двукратная чемпионка Румынии — 2012, 2016;
  - бронзовый призёр чемпионата Румынии 2011.
- серебряный призёр Кубка Румынии 2012.
- чемпионка Греции 2015.
- победитель розыгрыша Кубка Греции 2015.
- чемпионка Азербайджана 2017.

### Со сборными Сербии и Черногории
- бронзовый призёр чемпионата мира 2006.
- серебряный призёр молодёжного чемпионата мира 2005.

### Со сборными Сербии
- бронзовый призёр Гран-при 2011.
- чемпионка Европы 2011;
  - серебряный призёр чемпионата Европы 2007.
- двукратная чемпионка Евролиги — 2010, 2011;
- бронзовый призёр Евролиги 2012.
- серебряный призёр летней Универсиады 2009.

### Индивидуальные
- Самый ценный игрок молодёжного чемпионата мира 2005.
- Лучшая на приёме розыгрыша Евролиги 2011.